# Nicktoons (амерички ТВ канал)
Nicktoons (Никтунс) је амерички претплатнички канал чији је власник ViacomCBS Domestic Media Networks.Канал приказје оригиналне анимиране серије са канала Nickelodeon, познате као Nicktoons, заједно са осталим оригиналним анимираним серијама, неким дугометражним цртаним филмовима и иностраним анимираним серијама са међунардоних мрежа канала Nickelodeon 24 сата дневно.
У Србији је канал почео са приказивањем 14. јула 2020. године, синхронизован на српски језик, уместо канала Comedy Central Extra. Користи се паневропски извор.